# ビスフェノールA
ビスフェノールA (bisphenol A, BPA) は化学式 (CH3)2C(C6H4OH)2 の有機化合物である。白色の固体であり、有機溶媒に溶けるが水には溶けにくい。一般には粉体であり、粉塵爆発を起こすことがあるため扱いに関して注意が必要。2つのフェノール部位を持っており、ポリカーボネートやエポキシ樹脂をはじめ、さまざまなプラスチックの合成に使われている。

## 合成
ビスフェノールAは2当量のフェノールと1当量のアセトンの反応によって合成される。この反応は酸によって触媒されるが、触媒として塩酸のような無機酸やスルホン酸型の陽イオン交換樹脂（スチレン─ジビニルベンゼン共重合体を硫酸などでスルホン化したもの）のような固体酸が使われる。さらに反応速度や選択性の向上のために、チオールのような含硫黄化合物を触媒に共存させることが一般に行われている。一般に、フェノールは大過剰にして反応を行う。
合成された大過剰のフェノールを含む反応液を冷却すると、ビスフェノールA : フェノール＝ 1 : 1 の付加物結晶（アダクト）が得られるので、これを分離・洗浄した後、結晶を加熱・溶融し、フェノールを蒸留などで除去すると、高純度のビスフェノールAが得られる。工業的にはこれを 1 - 2 mm 程度の球状に粒子化（プリル）して製品化している。
多くのケトンは同様な縮合反応を起こす。この合成法では副産物が水しか生成しないため効率的である。
2008年度日本国内生産量は 533,842t、消費量は 58,330t である。

## 歴史・用途
1891年にロシアの化学者アレクサンドル・ディアニン (A. P. Dianin) によって初めて合成された。1930年代には合成エストロゲン（女性ホルモン）の1つとして研究されていたが、当時ジエチルスチルベストロールがエストロゲンとして強い活性を持つことが明らかにされたため、ビスフェノールAが合成エストロゲンとして使われることはなかった。

### 樹脂原料としての利用
現在ではポリカーボネート製のプラスチックを製造する際のモノマーや、エポキシ樹脂の原料として利用されている。抗酸化剤、あるいは重合禁止剤としてポリ塩化ビニルの可塑剤に添加される。
ポリカーボネートの用途はサングラスやCDから水・食品の容器まで多くの日用品にわたり、壊れにくいため哺乳瓶にも使われている。歯科治療用の歯の詰め物や、缶詰の内側を被覆するエポキシ樹脂の中にも含まれている。
他に、レシートなど感熱紙の顕色剤（ロイコ色素［無色の色素前駆体］と反応して発色させる物質）としても用いられた。
後述する健康への影響を懸念して、これを使っていないことを示す「BPAフリー」と書かれた製品も流通しているが、代わりによく似た物質であるビスフェノールS (BPS)が使われていることもあり、「BPSフリー」も併記された製品がある。

## 健康影響に関する研究

### 早死との関係
ビスフェノールA（BPA）は、肥満、糖尿病、高血圧、心血管疾患など、あらゆる原因による早死のリスクの増加に関連している。 簡単な予防策には、プラスチック容器への依存を減らし、生鮮食品への依存を増やすことが含まれる。

### ビスフェノールAを原料とする樹脂からの溶出
ポリカーボネートやエポキシ樹脂のようなビスフェノールAを原料とする種類の合成樹脂では、洗剤で洗浄した場合や酸・高温の液体に接触させた場合にビスフェノールA成分が溶け出すことが知られている。アメリカ合衆国での調査では、ヒトからかなりの確率で検出された。
特に話題に上るものの一つにトマト缶がある。缶の内側にエポキシ塗装が施されており、トマトの酸性度が高いので、溶出が認められるとされた。
1996年『奪われし未来（Our Stolen Future）』をきっかけに調査が始まり、日本の製缶業界では自主的なガイドラインを設定、厚生労働省の呼びかけと共に日本生協連も対策を行っている。
2008年、厚生労働省食品安全部基準審査課はホームページに「ビスフェノールAについてのQ&A」を掲載し、特に乳幼児と妊婦に対して注意を呼びかけられている。
生協による日本国外製品の検査結果は次の通りである。
フルーツ缶詰め類 検出せず
マッシュルーム缶類 0.007〜0.009ppm
トマト類 0.023〜0.029ppm
ミートソース0.013〜0.025ppm
ツナ缶類0.036〜0.051ppm

### 内分泌攪乱化学物質としての懸念
ビスフェノールAを摂取するとエストロゲン受容体が活性化されて、エストロゲン自体に類似した生理作用を表す。1930年代に卵巣を除去したマウスにこの物質を投与する実験が行われ、作用が初めて証明された。

### フォム・サールによる「低用量仮説」
ビスフェノールAが、従来の無作用量より遥かに低濃度でのみ毒性を有する、という「低用量仮説」が提唱された。これは従来の薬理学とは全く矛盾する内容であったため、大きな議論となった。
フォム・サール (F. vom Saal) とヒューズ (Claude Hughes) の論文(2004年)によると、合成樹脂の製造業者らが行った検証(11件)ではエストロゲン様作用が認められなかったのに対し、他機関の研究では104例中の約9割で上記の症状が出るという結果となった。これをフォム・サールらは、製造業者らが都合の良い試験結果のみを採用したためであると主張した。アメリカ・プラスチック協会によって資金を提供されているハーバード・リスク分析センターによる以前の報告では、危険性を証明するにはまだ根拠が乏しく、定量的に証明できていないとされていた。ヒューズはハーバード・リスク分析センターの委員を務めていたが、彼は上記の論文の中で、その見解は時代遅れのものである、なぜなら2001年から出版されている低用量のビスフェノールAに関する多くの論文のうちわずかしか考慮していないからだ、と述べている。
2006年、フォム・サールとウェルションス (Wade V. Welshons) は、製造業者の資金提供によって行われた少数の研究が低用量のビスフェノールAの効果を見落としていた原因について、詳細な分析を報告した。また、アメリカ政府機関によって開設された委員会による再調査によると、それらの論文の1つは実際にはビスフェノールAについての影響を発見していたにもかかわらず、この結果を否定する内容になっていた。一部の研究では陽性対照を使っておらず、他の研究との比較によって陰性対照が汚染されていた可能性も示された。さらに、エストロゲンに反応しにくい種類のラットを使用した研究もいくつか存在した。

### その後の研究の経過
アメリカ化学工業毒性研究所は、フォン・サールらによる「低用量仮説」を慎重に検証し、彼らの実験結果が再現しないと発表した。またハーバード大学リスク分析センターや各国の政府機関（FDA、EFSA、ECBなど）でも低用量仮説を含めた研究結果を集めて詳細に検討し、ビスフェノールAはヒトの健康に影響がないと報告している。
厚生労働省は、「成人への影響は現時点では確認できない」としながらも、「公衆衛生上の見地から、ビスフェノールAの摂取をできるだけ減らすことが適当」と報道発表(2008年7月8日)した。また、同日に一般消費者向けの「ビスフェノールAについてのQ&A」が公表されている。
2010年10月13日、カナダは動物実験の結果から健康や環境に有害で、神経異常や早熟も引き起こすとして有毒物質に指定した最初の国となった。
2016年のレビュー論文では、生殖器系疾患、肥満、糖尿病、乳癌、前立腺癌、パーキンソン病等との関連が報告されている。
2023年、ローワン大学の研究者らが66人のASD(自閉症)の子どもおよび46人のADHDの子ども、37人の健康な子どもを対象に尿検査を行ったところ、BPAやDEHPといった化学物質の解毒効率が低下していることを突き止めた。